# Michele De Benedictis
Michele De Benedictis (Asmara, 19 dicembre 1927 – Roma, 10 gennaio 2016) è stato un economista italiano, docente universitario e accademico dei Lincei.

## Biografia
Michele De Benedictis si laurea in Agraria presso la Facoltà di Portici nel 1950. L'anno successivo inizia a lavorare per l'Osservatorio dell'Istituto nazionale di economia agraria (Inea). Nel 1957 è il primo italiano a conseguire il Ph.D. in economia agraria presso l'Iowa State University negli Stati Uniti. Nell'autunno 1959 si consolida la collaborazione scientifica – che durerà tutta la vita – con Manlio Rossi-Doria, che lo chiama a far parte del corpo docente del neo nato Centro di Specializzazione e Ricerche Economico-Agrarie per il Mezzogiorno (anche noto come Centro di Portici).
Nel 1960 diviene assistente ordinario alla Cattedra di Economia e politica agraria e, nel 1963, consegue la libera docenza. Durante questo decennio, insieme a Quirino Paris, contribuisce a innovare radicalmente i metodi di analisi dell'economia agraria italiana, introducendo strumenti analitici avanzati già in uso in altri paesi ai quali l'accademia oppone un'esplicita resistenza.
Nel 1965 il Department of Agricultural Economics Università della California - Berkeley, dove ha trascorso un anno come visiting professor (alla Giannini Foundation) gli offre una tenure track di Assistant Professor a cui rinuncia per rientrare in Italia.
Negli anni successivi De Benedictis si concentra sull'economia della produzione e sul ruolo del progresso tecnico nello sviluppo dell'agricoltura. individuando una stretta relazione fra il dualismo strutturale che caratterizzava in quegli anni l'agricoltura italiana e quello che De Benedictis definisce come "dualismo tecnologico", principale fattore di innesco di una spirale negativa che allarga i divari di reddito fra imprese, settori e territori.
Nel 1968 viene chiamato a ricoprire la seconda cattedra di Economia e politica agraria dell'Università di Napoli e nel 1971 consegue l'ordinariato.
Tra il 1974 e il 1976 siede per la prima volta al Consiglio di amministrazione dell'Istituto Nazionale di Economia Agraria (Inea, oggi CREA-PB), dove tornerà, poi, negli anni '80. Nel 1975, assume con Enzo Di Cocco e Corrado Barberis la direzione della Rivista di economia agraria, che terrà fino al 1981.
Nel 1975, con il pensionamento di Rossi-Doria, De Benedictis è chiamato a ricoprire la prima Cattedra di Economia e politica agraria presso l'Università di Napoli e assume la direzione dell'Istituto di Economia e politica agraria e del Centro di Portici.
Nel corso della seconda metà del decennio prende corpo il volume Economia dell'azienda agraria, in collaborazione con Vincenzo Cosentino. Il manuale, che vedrà la luce nel 1979- immediatamente dopo la prematura scomparsa di Cosentino in un incidente ferroviario- nel 1980 riceve il Premio Saint Vincent per il suo alto valore didattico.
Nel 1978 Rossi-Doria si ritira anche dal Centro di Portici e De Benedictis – che ha perso oltre a Cosentino un altro suo stretto collaboratore, Lucio De Angelis – decide di trasferirsi all'Università La Sapienza di Roma. Qui si apre una nuova fase nella quale lo spostamento progressivo dei suoi interessi è in qualche misura governato anche dalle nuove occasioni di impegno istituzionale e professionale offerte dalla capitale. Su questo fronte, la sua nomina a esperto di settore del Consiglio nazionale dell'economia e del lavoro (Cnel), avvenuta  nel 1976, è cruciale per lo sviluppo del filone di analisi della bilancia agroalimentare italiana e della cosiddetta politica per le strutture dell'allora Comunità economica europea.
In questo stesso periodo De Benedictis partecipa come responsabile del team italiano a un'importante ricerca europea sugli effetti regionali della politica agricola comunitaria (lo studio RICAP), lavorando a stretto contatto con molti colleghi europei impegnati sul tema. A questi impegni seguiranno numerosi lavori in tema di commercio internazionale e di politica agricola dell'Unione europea, molti dei quali realizzati insieme al suo allievo Fabrizio De Filippis.
In questa fase è cruciale la nascita, nel 1981, della rivista La Questione Agraria, diretta da Guido Fabiani, alla quale De Benedictis assicura il suo contributo, fino a diventarne nel corso del tempo un importante punto di riferimento e della quale assumerà la direzione nel 2000.
Intorno alla fine degli anni Ottanta De Benedictis lavora al tema della diffusione territoriale dello sviluppo assieme a Giorgio Fuà, concentrandosi sull'analisi della differenziazione territoriale dell'agricoltura italiana e sulle modalità con cui disegnare politiche agricole adatte ai diversi contesti. Nel 1988 De Benedictis succede a Rossi-Doria nel consiglio direttivo dell'Associazione nazionale per gli interessi del Mezzogiorno d'Italia (Animi) e, dopo due anni, ne diviene vicepresidente. Da allora il tema del Mezzogiorno e del meridionalismo sarà una costante nell'agenda di ricerca dello studioso.
I soggiorni americani di questi anni (1986-87 e 1995) accendono il suo interesse verso la questione ambientale e la sua importanza come tema di politica economico-agraria. Il suo contributo si inquadra nel dibattito in corso in quel periodo sui rapporti tra economia dell'ambiente (disciplina che resta nell'alveo neoclassico) ed economia ecologica (con una strumentazione concettuale necessariamente transdisciplinare), e dà ampio spazio alle interdipendenze tra agricoltura e ambiente.
Al contempo, egli continua il filone di ricerche che esplora il fenomeno delle imprese familiari e del part-time in agricoltura. A considerarle dalla prospettiva attuale, si può ben dire che le riflessioni sviluppate da De Benedictis nel corso di alcuni decenni hanno contribuito in modo decisivo al riconoscimento del cosiddetto "modello di agricoltura europeo" basato sulle piccole aziende, familiari, multifunzionali e pluriattive, fortemente integrate con il territorio e variamente sostenute dal settore pubblico.
In questo decennio si riallacciano anche i rapporti con la FAO, con la quale De Benedictis è lungamente impegnato in Siria su un progetto di Institution building per il Ministero dell'agricoltura a supporto di una strategia di graduale apertura dell'agricoltura della Siria al commercio estero.
Nel 1997 De Benedictis tiene la sua ultima lezione presso il dipartimento di Economia pubblica de La Sapienza. Durante la lezione svolge alcune riflessioni amare sull'inerzia che caratterizza docenti e istituzioni universitarie sul fronte della didattica, ma propone anche lo studio di temi disciplinari nuovi che facciano proprie le riflessioni sulle questioni ambientali, sugli squilibri alimentari internazionali e sulla trasformazione del settore agricolo.
Da questo momento – dirigendo l'Associazione per Studi e Ricerche Manlio Rossi-Doria, fondata nel 1996 con un gruppo di amici e allievi di Rossi-Doria – si dedica con rinnovata passione ai temi del Mezzogiorno e del territorio.
Nel 1994 è nominato socio onorario a vita della Società internazionale di economia agraria (IAAE) e, nel 1999, diviene socio nazionale dell'Accademia dei Lincei. In questi anni diviene anche Professore emerito alla Sapienza di Roma e nel 2008 gli viene tributato il ruolo di Fellow dell'Associazione europea degli economisti agrari (EAAE). Infine, nel 2013 l'Associazione Italiana di Economia Agraria e Applicata (AIEAA) lo nomina suo primo socio onorario.

## Opere principali
- L'applicazione dei modelli economici all'analisi dell'azienda agraria in Italia. Situazione attuale e prospettive. Feltrinelli, 1962.
- Gli indici di efficienza per l'analisi comparata di un gruppo di aziende, in M. De Benedictis e Q. Paris, La valutazione dell'efficienza economica aziendale, Feltrinelli, 1962.
- La pianificazione aziendale. Aspetti teorici e metodologici, Rivista di Economia Agraria, n. 1-2, 1964.
- Su alcuni problemi del bilancio programmato (con Lucio De Angelis), Rivista di Economia Agraria, n. 1-2, 1964.
- L'assistenza tecnica come investimento pubblico, Rivista di Politica Agraria, n. 4, 1966.
- La localizzazione della produzione agricola. I modelli di programmazione lineare (con G. Marenco), Edizioni Scientifiche Italiane, 1967.
- Il bilancio programmato (con Giovanni Balestrieri e Lucio de Angelis), F. Angeli, Milano, 1971.
- Recenti sviluppi della teoria dell'impresa, Rivista di Economia Agraria, n. 3-4, 1973.
- Il Mezzogiorno estensivo e la ristrutturazione dell'agricoltura (con G.W. Dean, G. Fabiani, R. Fanfani, G. Marenco), F. Angeli, Milano, 1974.
- Forme di conduzione ed equilibrio dell'impresa agraria (in collaborazione con V. Cosentino), Rivista di Economia Agraria, n. 2, 1976.
- Economia dell'azienda agraria - Teoria e Metodi (con V. Cosentino), Il Mulino, Bologna, 1979,
- Sviluppo e ristagno dell'agricoltura nel Mezzogiorno, in M. De Benedictis (a cura di), L'agricoltura nello sviluppo del Mezzogiorno, Il Mulino, Bologna, 1980.
- Economia della produzione agricola e metodi quantitativi (con R. Fanfani), F. Angeli, Milano, 1981
- Commercio agricolo alimentare e mercato interno: una analisi in chiave di politica agraria (con F. De Filippis), La Questione Agraria, n 14, 1984
- Manlio Rossi-Doria: una lezione di classicità, Rivista di Economia Agraria, n. 3, 1988.
- Agricoltura meridionale e politica agraria nel pensiero di Manlio Rossi-Doria, Rivista di Economia Agraria, n. 4, 1989
- Tra Scilla e Cariddi: la navigazione degli economisti agrari intorno a libero commercio e protezionismo (con F. De Filippis e L. Salvatici), Rivista di Economia agraria, n.1, 1991
- Neoistituzionalismo ed economia agraria, La Questione Agraria, n.49, 1993
- L'intervento pubblico in agricoltura tra vecchio e nuovo paradigma: il caso dell'unione Europe (con F. de Filippis), La Questione Agraria, n. 71, 1998
- L'agricoltura del Mezzogiorno: 'la polpa e l'osso' cinquant'anni dopo, QA-La Questione Agraria, n. 2, 2002.
- Trasformazione e competitività del sistema agroalimentare italiano nell'UE allargata (con A. Carbone), Economia Italiana, n. 1, 2003
- Il contadino e il latifondo. Una rivisitazione, QA-La Questione Agraria, n. 2, 2004
- La questione contadina ieri e oggi, Lezione Rossi-Doria 2008, QA-Rivista dell'Associazione Rossi-Doria, n.3/4, 2008
- Scritti scelti 1964-2008,  L’ancora del mediterraneo, Napoli, 2009